# The Andrews Sisters
The Andrews Sisters (en español Las Hermanas Andrews) fue un grupo formado por las hermanas LaVerne Sophia Andrews (contralto, 6 de julio de 1911-8 de mayo de 1967), Maxene Anglyn Andrews (soprano, 3 de enero de 1916-21 de octubre de 1995) y Patricia Marie Andrews, también conocida como Patty, (mezzosoprano y cantante principal, 16 de febrero de 1918-30 de enero de 2013).

## Historia
Las hermanas nacieron en Minnesota, Estados Unidos, de padre griego y de madre noruego-estadounidense. Se criaron en Mineápolis.
Patty, la menor de las hermanas y cantante principal, solo tenía siete años cuando formaron el grupo, y doce cuando ganaron el primer premio en un concurso de talentos en el Teatro Orpheum de Mineápolis, donde LaVerne tocaba el acompañamiento de piano para las películas mudas a cambio de clases de danza gratuitas para ella y sus hermanas.
Cuando las hermanas ganaron fama y se asentaron en California, sus padres vivieron con ellas en Brentwood, hasta el final de sus vidas. Las hermanas regresaban a Mineápolis al menos una vez al año para visitar a su familia.
Comenzaron su carrera como imitadoras de un exitoso grupo anterior, The Boswell Sisters. Tras cantar con varios grupos de baile y hacer vodevil con Larry Rich, conocido también como Dick Rich, Ted Mack y Leon Belasco, atrajeron por primera vez la atención internacional con sus grabaciones y emisiones por radio en 1937, sobre todo por su éxito Bei Mir Bist Du Schön (en español Para mí, tú eres precioso), que era originalmente una melodía en idioma yidis, cuya letra tradujo al inglés Sammy Cahn y que las chicas armonizaron perfectamente. Vendieron un millón de discos, con lo que se convirtieron en el primer grupo de voces femeninas en ganar un disco de oro. A este éxito le siguieron varios más, durante los siguientes dos años y ya en 1940 eran muy conocidas.
The Andrews Sisters grabaron 47 canciones con Bing Crosby, 23 de las cuales se clasificaron en las listas de éxitos de la importante revista musical Billboard, convirtiendo al equipo en uno de los emparejamientos más exitosos de la historia del espectáculo musical. Sus éxitos con Crosby incluyen Pistol Packin' Mama, Don't Fence Me In, South America, Take It Away y Jingle Bells.
Junto con Crosby, el trío estaba entre los artistas que incorporaban estilos musicales étnicos a las listas de éxitos de los Estados Unidos, popularizando canciones que incorporaban melodías originarias de Israel, Italia, España, Francia, Irlanda, Rusia, Brasil, México o Trinidad, muchas de las cuales escogía para ellas Crosby.
Durante la Segunda Guerra Mundial, animaron a las fuerzas aliadas en su país, en África e Italia, visitando al Ejército, la Marina, los Marines y las bases de los Guardacostas, zonas en guerra, hospitales y fábricas de munición. Animaron a los ciudadanos estadounidenses a comprar bonos de guerra del Estado con su canción Any Bonds Today? Durante estos viajes, solían invitar a cenar a tres soldados al azar.
Grabaron una serie de Victory Discs (en español Discos de la Victoria) para que fuesen distribuidos únicamente entre las Fuerzas Aliadas y se ganaron el sobrenombre de Sweethearts of the Armed Forces Radio Service (en español Los Amorcitos del Servicio de Radio de las Fuerzas Armadas) por sus muchas apariciones en programas como Command Performance, Mail Call y G.I. Journal.
Era tanta la popularidad de The Andrews Sisters que, tras la guerra, descubrieron que algunas de sus canciones habían sido llevadas de contrabando a Alemania, tras cambiar las etiquetas por Canciones de Marcha de Hitler. La canción Bei Mir Bist Du Schön se convirtió en una favorita de los nazis, hasta que se descubrió que los compositores de la canción eran de ascendencia judía. Después de esto, los presos de los campos de concentración siguieron cantándola a escondidas.

### Interrupción de su carrera
The Andrews Sisters se separaron en 1953, principalmente a causa de la decisión de Patty de comenzar su carrera en solitario, con su marido como agente. Cuando Maxene y LaVerne se enteraron de esta decisión a través de las columnas de cotilleo en lugar de por su hermana, se produjo una agria separación de dos años, que empeoró cuando Patty demandó a LaVerne para conseguir una parte mayor del inmueble de sus padres. Maxene y LaVerne intentaron continuar como dueto, con el apoyo de la crítica durante su gira de 10 días por Australia.
Un intento de suicidio de Maxene en diciembre de 1954 impidió realizar más giras. Maxene pasó un corto tiempo en el hospital, tras haberse tomado 18 píldoras somníferas. LaVerne contó a los periodistas que fue por accidente.
En 1956 las hermanas se reconciliaron y firmaron un nuevo contrato discográfico con Capitol Records (con la cual Patty había firmado como solista) y lanzaron una docena de singles durante 1959, algunos con estilo de rock-and-roll que no fueron muy bien recibidos, y tres álbumes hi-fi, incluyendo un genial LP de canciones bailables de los años 20 con la orquesta de Billy May. En 1962, firmaron con Dot Records y grabaron discos durante más de cinco años, tanto versiones de antiguos hits como material nuevo, como "I Left My Heart In San Francisco", "Still", "The End of the World", "Puff the Magic Dragon", "Sailor", "Satin Doll", la canción de "Cuando Llegue Septiembre" (Come September), y la de "Un Hombre y una Mujer" (A Man and a Woman). Hicieron muchísimas giras durante los años 60, apareciendo en los clubs nocturnos de moda en Las Vegas, Nevada, California y Londres.
El fin llegó repentinamente en 1967, cuando la mayor de las hermanas, LaVerne, murió de cáncer después de luchar durante un año contra la enfermedad. Durante ese tiempo, fue sustituida por la cantante Joyce DeYoung. LaVerne había fundado el grupo original, y solía ser la figura conciliadora entre las tres hermanas. Tras su muerte, Maxene no vio necesidad de continuar como un dueto (enseñaba teatro y dicción en un colegio universitario del lago Tahoe y trabajaba con adolescentes problemáticos), y una vez más, Patty estaba deseosa de actuar en solitario.

### Regreso
Las hermanas hicieron un regreso en el musical nostálgico de los Sherman Brothers de la II Guerra Mundial Over Here! que debutó en Broadway en el teatro Shubert en 1974. Este fue una continuación del éxito de Patty en 1971 en "Victory Canteen". En el musical participaron Maxene y Patty (con Janie Sell ocupando el puesto de LaVerne, actuación por la cual obtuvo un premio Tony) y fue escrito pensando en las dos hermanas para los papeles protagonistas. Este musical impulsó las carreras de muchos iconos teatrales y televisivos actuales como John Travolta, Marilu Henner, Treat Williams, Ann Reinking. Fue el último gran éxito de las chicas y no duró demasiado debido a un juicio iniciado por el marido de Patty, contra los productores del espectáculo, arruinando las giras programadas de la compañía que incluían a las hermanas.
Patty se distanció de Maxene a partir de aquel momento, aunque esta última afirmó tras su muerte que nunca supo los motivos de su hermana para esta separación. Maxene sufrió un grave ataque al corazón mientras actuaba en Illinois en 1982 y requirió cuádruple cirugía de bypass, de la que se recuperó con éxito. Patty la visitó mientras se encontraba hospitalizada. Ahora solía aparecer como Patti, aunque seguía firmando los autógrafos como Patty.
Volvió a aparecer ante la opinión pública a finales de los años 70, como panelista habitual en el espectáculo The Gong Show. Maxene tuvo una exitosa reaparición en 1979 como solista de cabaret y realizó giras por todo el mundo los siguientes 15 años. Grabó en 1985 un álbum en solitario titulado "Maxene: An Andrews Sister" para Bainbridge Records. Patty debutó en su propia actuación en solitario en 1981, pero no obtuvo la misma aceptación de la crítica que su hermana, a pesar de que era ella quien había sido considerada la estrella del grupo. La mayor queja de la crítica fue que el show de Patty se concentraba demasiado en el antiguo material de The Andrews Sisters, lo que no permitía que el talento propio de Patty como vocalista de blues saliera a la luz.
Las dos hermanas se reunieron de nuevo, aunque brevemente, el 1 de octubre de 1987 cuando recibieron una estrella en el famoso Paseo de la Fama de Hollywood y llegaron a cantar unas estrofas de "Beer Barrel Polka" para las cámaras de Entertainment Tonight. Irónicamente, se produjo un terremoto en el área esa misma mañana y la ceremonia estuvo a punto de ser cancelada. Patty aprovechó para hacer una broma, diciendo: "Hay quien dice que el terremoto de esta mañana fue LaVerne porque no podía venir, pero realmente éramos Maxene y yo hablando por teléfono". Las hermanas rieron y se abrazaron. Tras este encuentro, permanecieron separadas durante 20 años.
El 21 de octubre de 1995 Maxene volvió a sufrir un ataque al corazón, y murió en el hospital Cape Cod en Nueva York. Tras enterarse del fallecimiento de su hermana, Patty quedó muy consternada. No acudió a los actos conmemorativos en honor de su hermana ni en Nueva York ni en San Francisco. Bob Hope dijo, tras el fallecimiento de Maxene, "Era mucho más que una parte de las Andrews Sisters, mucho más que una cantante. Era una mujer dulce y maravillosa que compartía su talento y conocimiento con los demás."
Hasta su fallecimiento, a los 94 años de edad, Patty Andrews siguió recluida en Northridge, California, junto con Wally, su marido desde hacía más de 55 años. No solía responder preguntas personales acerca de sus hermanas en las entrevistas ocasionales que concedió, y cuando se le preguntaba, bromeaba brevemente antes de pasar al siguiente tema.
En 1998 fueron incluidas en el Salón de la Fama de los Grupos Vocales.

## Estilo musical
Las Andrews Sisters se especializaron sobre todo en el swing, el boogie-woogie, y novedosos hits con su sello personal: rápidas síncopas vocales. También hicieron grandes hits de jazz, baladas, folk, country-western y música religiosa, convirtiéndose en las primeras artistas de Decca en grabar un álbum de gospel en 1950. Su versatilidad les permitió emparejarse con muchos artistas diferentes en los estudios de grabación, llegando a tener hits Top 10 con celebridades como Bing Crosby (el único artista musical que vendió más discos que las Andrews Sisters en 1940), Danny Kaye, Dick Haymes, Carmen Miranda, Al Jolson, Ray McKinley, Burl Ives, Ernest Tubb, Red Foley, Dan Dailey, Alfred Apaka, y Les Paul. En apariciones personales en radio y televisión, cantaron con personalidades como Rudy Vallee, Judy Garland y Nat "King" Cole, Jimmie Rodgers, Andy Williams, y The Supremes.
Cuando las hermanas salieron al escenario musical a finales de los años 30, agitaron los sólidos cimientos musicales de aquella época. Produjeron una muy lograda mezcla armónica, cantando a pleno pulmón en un intento de conseguir el sonido de tres trompetas armonizadas, apoyándose en una banda de música. Algunos directores de banda del momento, como Artie Shaw y sus músicos, les guardaban rencor por robarles el protagonismo y enfatizar sus voces. Asimismo, estaban tan demandadas como los propios directores de banda, muchos de los cuales no querían compartir el protagonismo con el trío de chicas.
Sin embargo, tuvieron una inmediata acogida entre el público adolescente y adulto, fascinados por el swing y el jazz. Las Andrews Sisters tocaron con la mayoría de las bandas importantes, incluyendo la de Glenn Miller, Benny Goodman, Buddy Rich, Tommy Dorsey, Jimmy Dorsey, Gene Krupa, Joe Venuti, Freddie Slack, Eddie Heywood, Bob Crosby (hermano de Bing Crosby), Desi Arnaz, Guy Lombardo, Les Brown, Bunny Berigan, Xavier Cugat, Paul Whiteman, Ted Lewis, Nelson Riddle y Gordon Jenkins, cuya orquesta y coro las acompañan con suaves y melancólicas interpretaciones como en "I Can Dream, Can't I?" (que estuvo en el número 1 de Billboard, y que se mantuvo en el Top 10 25 semanas), "I Wanna Be Loved", "There Will Never Be Another You", y la excepcional "The Three Bells" (primera versión de habla inglesa que se grabó de esta canción francesa).

## Películas
Maxene, Patty y LaVerne aparecieron en 15 películas de Hollywood. Su primer largometraje, Argentine Nights, las emparejó con un trío, los Ritz Brothers. Universal Pictures rechazó contratar un coreógrafo, así que los Ritzs les enseñaron algunos pasos innovadores.[cita requerida]
Buck Privates, con Abbott y Costello, incluía el éxito "Boogie Woogie Bugle Boy". Esta composición de Don Raye-Hughie Prince fue nominada a Mejor Canción en la ceremonia de 1941 de los Óscars. En 2001, la canción obtuvo por votación el puesto número 6 de entre una lista de 365 aspirantes a Canción del Siglo, y recobró su popularidad gracias a una versión de 1973 de Bette Midler.[cita requerida]
Universal contrató a las hermanas para otras dos comedias de Abbot y Costello, y más tarde las llevó al estrellato en musicales. What's Cookin', Private Buckaroo y Give Out, Sisters estuvieron entre sus más populares largometrajes.[cita requerida]

## Programas de televisión y radio
Las Andrews Sisters eran las más solicitadas en los teatros de todo el mundo durante los años 40 y principios de los 50, superando siempre los niveles de audiencia previos. Patty, Maxene y LaVerne presentaban sus propios programas de radio para ABC y CBS desde 1944 hasta 1951, cantando anuncios de radio especialmente escritos para productos tales como chicle Wrigley's, Dole pineapples, Nash motor, Kelvinator productos del hogar, sopa Campbell, y productos alimenticios Franco-Americanos.
En 1945 su hit Rum and Cocacola fue censurado por la BBC, lo que las obligó a cambiar algunos versos para no hacer publicidad. La nueva versión se llamó Rum and Limonada.

## Récords
Las Andrews Sisters se convirtieron en el grupo más vendido de la historia de la música popular, batiendo records que siguen aún vigentes:
- Entre 75 y 100 millones de discos vendidos de poco más de 600 canciones grabadas.
- 113 canciones que figuraron en las listas de hits de la revista americana Billboard, 46 de ellas llegando a alcanzar el Top 10 status (más que Elvis Presley o los Beatles.)
- 17 películas de Hollywood (más que ningún otro grupo vocal en la historia del celuloide.)
- Giras de teatro y cabaret que rompieron récords a lo largo y ancho de América y Europa.
- Innumerables apariciones en programas de radio desde 1935 a 1960 (incluyendo el suyo propio)
- Apariciones en todos los programas de televisión de mayor audiencia de los años 50 y 60, incluyendo aquellos presentados por Ed Sullivan, Milton Berle, Perry Como, Frank Sinatra, Dean Martin, Sammy Davis, Jr., Johnny Carson, Joey Bishop, Art Linkletter y Jimmy Dean.

## En la cultura popular
- Fueron parodiadas en Barrio Sésamo como las Androoze Sisters, llamadas Mayeeme (Audrey Smith), Pattiz (Maeretha Stewart) and Lavoorrnee (Kevin Clash).
- En un episodio de "My Favorite Husband" (una serie radiofónica y televisiva estadounidense) Liz (Lucille Ball ) decía ser una de las hermanas Andrews, aunque aseguraba ser su "hermano" Dana.
- La banda Soul Coughing muestra la canción de las Andrews Sisters' "Don't Sit Under The Apple Tree" en la canción "Down To This" (de su álbum de 1996 Ruby Vroom)
- En el episodio "Next of Shin" de King of the Hill, Hank Hill va en busca de su padre a Las Vegas, y ve un anuncio de las Andrews Sisters actuando en un casino. Diciendo, "No sabía que siguiesen vivas, eran el grupo favorito de mi padre" entra en el show esperando encontrarlo allí. Tras el espectáculo, va a hablar con las "hermanas" cuando descubre que realmente se trata de un show de travestis.
- En la película de fantasía épica de 2005 "Las Crónicas de Narnia: El León, la Bruja y el Armario", la versión de las Andrews Sisters de "Oh Johnny, Oh!" suena mientras los niños juegan al escondite.
- En el videojuego de 2008 Fallout 3 (Xbox 360, PC, Playstation3) su canción "Civilization" con Danny Kaye aparece en la banda sonora.
- El videojuego de 2007 Bioshock usa la canción "Bei Mir Bist Du Schöen" como hlo musical.
- El video musical de la canción Candyman de la cantante estadounidense Christina Aguilera está inspirado en las Andrew Sisters
- Los videojuegos Fallout 3, Fallout 4 y Fallout 76 (PlayStation 3, PlayStation 4, Xbox 360, Xbox One, PC) usan su canción de "Civilization" con Danny Kaye en la radio in-game.

Dicha canción también aparece en la serie Expediente X, temporada 6, capítulo 3 .
- El videojuego "MAFIA 2" de 2010, incluye varios de sus temas en la banda de sonido.
- Dos de sus canciones (Bei Mir Bist Du Schöen y Three Little Sisters) fueron utilizadas en la película Memorias de una Geisha.
- En el video de Pretty Girl rock de Keri Hilson esta se vistió de Patty Andrews y otras dos bailarinas vestidad como Maxene y Laverne
- A finales del 2013 y principios de 2014, en Chile se hizo público un grupo tributo a Andrew Sisters, catalogados por la crítica nacional como las mejores dobles conocidas hasta el momento, debido a su participación en el concurso de talento "Mi Nombre Es".
- En marzo de 2015, el trío cómico femenino australiano "SketchSHE", en su video "Mime Through TIme" ("Mímica a través del tiempo"), comenzaron el clip, precisamente, con una canción de las hermanas Andrews: "Boogie Woogie Bugle Boy" (1941). Las chicas oceánicas aparecieron plenamente caracterizadas a la usanza militar de aquella época.

## Mayores éxitos
- "Bei Mir Bist Du Schöen",
- "Beer Barrel Polka (Roll Out the Barrel)",
- "Hold Tight-Hold Tight (Want Some Seafood, Mama?)",
- "Beat Me Daddy, Eight to the Bar",
- "I'll Be With You In Apple Blossom Time",
- "Boogie Woogie Bugle Boy (Of Company B)",
- "Don't Sit Under the Apple Tree (with Anyone Else but Me)",
- "Pistol Packin' Mama" (con Bing Crosby),
- "Jingle Bells" (con Bing Crosby),
- "Rum and Coca-Cola",
- "Don't Fence Me In" (con Bing Crosby),
- "Ac-Cent-Tchu-Ate the Positive" (con Bing Crosby),
- "South America, Take It Away" (con Bing Crosby)",
- "Cuanto La Gusta" (con Carmen Miranda),
- "Blue Tail Fly (Jimmy Crack Corn)" (con Burl Ives),
- "Christmas Island" & "Winter Wonderland" (ambas con Guy Lombardo's Royal Canadians),
- "Near You",
- "Civilization (Bongo, Bongo, Bongo)" (con Danny Kaye),
- "Rumors Are Flying" (con Les Paul),
- "I Can Dream, Can't I?" y "I Wanna Be Loved" (ambos con Gordon Jenkins' orchestra & chorus, y ambas incluyen largos solos de Patty).

## Otras canciones
Las posicionadas más altas en Billboard, con la orquesta de Vic Schoen si no se especifica algo distinto.
- "Nice Work if You Can Get It" (1938) (#12)
- "Joseph! Joseph!" (1938) (#18)
- "Ti-Pi-Tin" (1938) (#12)
- "Shortenin' Bread" (1938) (#16)
- "Says My Heart" (1938) (#10)
- "Tu-Li-Tulip Time" (conJimmy Dorsey y su orquesta) (1938) (#9)
- "Sha-Sha" (conJimmy Dorsey y su orquesta)(1938)  (#17)
- "Lullaby to a Jitterbug" (1938) (#10)
- "Pross Tchai (Goodbye-Goodbye)" (1939) (#15)
- "You Don't Know How Much You Can Suffer" (1939) (#14)
- "Ciribiribin (They're So in Love)" (conBing Crosby y Joe Venuti y su orquesta) (1939) (#13)
- "Chico's Love Song" (1939) (#11)
- "The Woodpecker Song" (1940) (#6)
- "Down By the O-HI-O" (1940) (#21)
- "Rhumboogie" (1940) (#11)
- "Hit the Road" (1940) (#27)
- "Scrub Me Mama with a Boogie Beat" (1940) (#10)
- "I Yi, Yi, Yi, Yi (I Like You Very Much)" (1941) (#11)
- "Aurora" (1941) (#10)
- "Sonny Boy" (1941) (#22)
- "The Nickel Serenade" (1941) (#22)
- "Sleepy Serenade" (1941) (#22)
- "I Wish I Had a Dime (For Ev'rytime I Missed You)" (1941) (#20)
- "Jealous" (1941) (#12)
- "I'll Pray For You" (1942) (#22)
- "Three Little Sisters" (1942) (#8)
- "Pennsylvania Polka" (1942) (#17)
- "That's the Moon, My Son" (1942) (#18)
- "Mister Five By Five" (1942) (#14)
- "Strip Polka" (1942) (#6)
- "Here Comes the Navy" (1942) (#17)
- "East of the Rockies" (1943) (#18)
- "Down in the Valley (Hear that Train Blow)" (1944) (#20)
- "Straighten Up and Fly Right" (1944) (#8)
- "Sing a Tropical Song" (1944) (#24)
- "Tico-Tico no Fubá" (1944) (#24)
- "Corns for My Country" (1945) (#21)
- "The Three Caballeros" (conBing Crosby) (1945) (#8)
- "One Meat Ball" (1945) (#15)
- "The Blond Sailor" (1945) (#8)
- "Money Is the Root of All Evil (Take it Away, Take it Away, Take it Away)" (conGuy Lombardo y susRoyal Canadians) (1946) (#9)
- "Patience and Fortitude" (1946) (#12)
- "Coax Me a Little Bit" (1946) (#24)
- "Get Your Kicks on Route 66" (con Bing Crosby) (1946) (#14)
- "I Don't Know Why (I Just Do)" (1946) (#17)
- "The House of Blue Lights" (with Eddie Heywood & his orchestra) (1946) (#15)
- "Winter Wonderland" (with Guy Lombardo & his Royal Canadians) (1946) (#22)
- "Christmas Island" (with Guy Lombardo & his Royal Canadians) (1946: #7; 1947: #20; 1949: #26)
- "Tallahassee" (with Bing Crosby) (1947) (#10)
- "There's No Business Like Show Business" (conBing Crosby y Dick Haymes) (1947) (#25)
- "On the Avenue" (con Carmen Cavallaro de pianista) (1947) (#21)
- "The Lady from 29 Palms" (1947) (#7)
- "The Freedom Train" (1947) (#21)
- "Your Red Wagon" (1947) (#24)
- "How Lucky You Are" (1947) (#22)
- "You Don't Have to Know the Language" (conBing Crosby) (1948) (#21)
- "Teresa" (conDick Haymes) (1948) (#21)
- "Heartbreaker" (conThe Harmonica Gentlemen) (1948) (#21)
- "(Everytime They Play the) Sabre Dance" (con The Harmonica Gentlemen) (1948) (#20)
- "I Hate to Lose You" (1948) (#14)
- "The Woody Woodpecker Song" (con Danny Kaye y The Harmonica Gentlemen) (1948) (#18)
- "The Blue Tail Fly (Jimmy Crack Corn)" (con Burl Ives, acompañamiento vocal y de guitarra) (1948) (#24)
- "You Call Everybody Darling" (grabada en Londres con Billy Ternant y su orquesta) (1948) (#8)
- "Cuanto La Gusta" (con Carmen Miranda) (1948) (#12)
- "A Hundred and Sixty Acres" (con Bing Crosby) (1948) (#23)
- "Bella Bella Marie" (1948) (#23)
- "More Beer!" (1949) (#30)
- "I'm Biting My Fingernails and Thinking of You" (conErnest Tubb y The Texas Troubadors dirigida por Vic Schoen) (1949) (#30)
- "The Wedding of Lili Marlene" (conGordon Jenkins y su orquesta y coro) (1949) (#20)
- "The Pussy Cat Song (Nyow! Nyot Nyow!)" (Patty Andrews y Bob Crosby) (1949) (#12)
- "She Wore a Yellow Ribbon" (con Russ Morgan y su orquesta) (1949) (#22)
- "Charley, My Boy" (con Russ Morgan y su orquesta) (1949) (#15)
- "Merry Christmas Polka" (con Guy Lombardo y susRoyal Canadians) (1950) (#18)
- "Have I Told You Lately that I Love You?" (con Bing Crosby) (1950) (#24)
- "Quicksilver" (con Bing Crosby) (1950) (#6)
- "The Wedding Samba" (con Carmen Miranda) (1950) (#23)
- "Can't We Talk it Over?" (con Gordon Jenkins y su orquesta y coro) (1950) (#22)
- "A Bushel and a Peck" (1950) (#22)
- "A Penny a Kiss-A Penny a Hug" (1950) (#17)
- "Sparrow in the Treetop" (con Bing Crosby) (1951) (#8)
- "Too Young" (Patty Andrews con Victor Young y su orquesta) (1951) (#19)
- "Torero" Capitol F 3965  (grabado el 31 de marzo de 1958)

## Filmografía
- Argentine Nights (Universal Pictures, 1940)
- Buck Privates (Universal Pictures, 1941)
- In the Navy (Universal Pictures, 1941)
- Hold That Ghost (Universal Pictures, 1941)
- What's Cookin'? (Universal Pictures, 1942)
- Private Buckaroo (Universal Pictures, 1942)
- Give Out, Sisters (Universal Pictures, 1942)
- How's About It (Universal Pictures, 1943)
- Always a Bridesmaid (Universal Pictures, 1943)
- Swingtime Johnny (Universal Pictures, 1943)
- Moonlight and Cactus (Universal Pictures, 1944)
- Follow the Boys (Universal Pictures, 1944)
- Hollywood Canteen (Warner Brothers, 1944)
- Her Lucky Night (Universal Pictures, 1945)
- Make Mine Music (Walt Disney Studios, 1946)
- Road to Rio (Paramount Pictures, 1947)
- Melody Time (Walt Disney Studios, 1948)
- Brother, Can You Spare a Dime? (1975)
- Breach (background music) (2007)